# Festigny, Marne
Festigny är en kommun i departementet Marne i regionen Grand Est (tidigare regionen Champagne-Ardenne) i nordöstra Frankrike. Kommunen ligger i kantonen Dormans som tillhör arrondissementet Épernay. År 2022 hade Festigny 392 invånare.

## Befolkningsutveckling
Antalet invånare i kommunen Festigny
| Referens: INSEE |